# Johan Westman (läkare)
Johan Westman, född 10 november 1714 i Västerås, död där 25 september 1785, var en svensk läkare.

## Biografi
Johan Westman var son till bokbindare Jacob Westman och Anna Maria Höyer. Han började studera vid Uppsala universitet 1733 och blev medicine doktor där 1743. År 1745 blev han biträdande provinsialmedicus i Västmanland, 1749 amiralitetsmedicus i Stockholm och assessor i Collegium Medicum, men återvände samma år genom tjänstebyte till Västerås, där han blev provinsialmedicus. Han var 1754–1763 stadsfysicus i Göteborg, men längtade tillbaka till Västerås. År 1763  donerade han 2 000 daler kopparmynt till en lönefond för en gymnasieadjunkt på villkor att han själv, vid första ledighet, själv skulle utnämnas till tjänsten och sedermera bli lektor. Han blev också adjunkt 1764 och lektor 1766 i Västerås, där han fram till 1781 både verkade som lärare och läkare.
Enligt Johan Fredrik Sacklén var han utöver läkare, kunnig filosof och teolog, och även "en qvick, munter och behagelig umgängesman, exemplarisk i sin lefnad, och behöll gerna i det längsta de gamlas smak i prydnader, husgeråd och kläder". Till Patriotiska sällskapet, där Westman 1779 blev medlem, gjorde han stora donationer.

## Källförteckning
- Westman, Johan i Svenska män och kvinnor (1955)